# César Olhagaray
César Olhagaray (* 10. Mai 1951 in Santiago de Chile) ist ein chilenischer bildender Künstler, insbesondere Street-Art-Künstler, mit Wohnsitz in Chile und Deutschland.

## Leben und Werk
Olhagaray ist der Sohn einer chilenischen Mutter und eines französischen Vaters. Er studierte von 1968 bis 1973 Architektur an der Universidad Católica de Chile und von 1972 bis 1973 Ballett am Konservatorium von Santiago de Chile.
Unter der Präsidentschaft Salvador Allendes gehörte er zur linkspolitischen Graffiti-Bewegung Ramona Parra Brigade, die vor allem großflächige Wandmalereien im öffentlichen Raum schuf. Nach dem Militärputsch in Chile 1973 wurden diese Arbeiten vernichtet und die Künstler verfolgt. Olhagaray wurde vier Monate im Nationalstadion, das als Konzentrationslager diente, inhaftiert. 1974 erreichte Frankreich seine Freilassung, und er ging dorthin und wenig später in die DDR, von der eine Einladung erhalten hatte. Er erhielt Exil und konnte von 1974 bis 1980 Malerei bei Gerhard Kettner und Hernando Leon an der Hochschule für Bildende Künste Dresden studieren.
Seit dem Diplomabschluss arbeitet Olhagaray als freischaffender Künstler in Dresden und seit 1988 in Berlin und nach dem Ende der Diktatur Pinochets seit 1989 auch wieder in Chile. Er pendelt regelmäßig zwischen Deutschland und Chile.
Von 1980 bis 1983 hatte er in Dresden einen Fördervertrag. Er arbeitete u. a. auch am DEFA-Studio für Trickfilme in Dresden. Dort führte er 1982 Regie beim Zeichentrickfilm Und alles durch die Liebe. Schon 1977 waren für den Film Copihuito Zeichnungen Olhagarays verwendet worden.

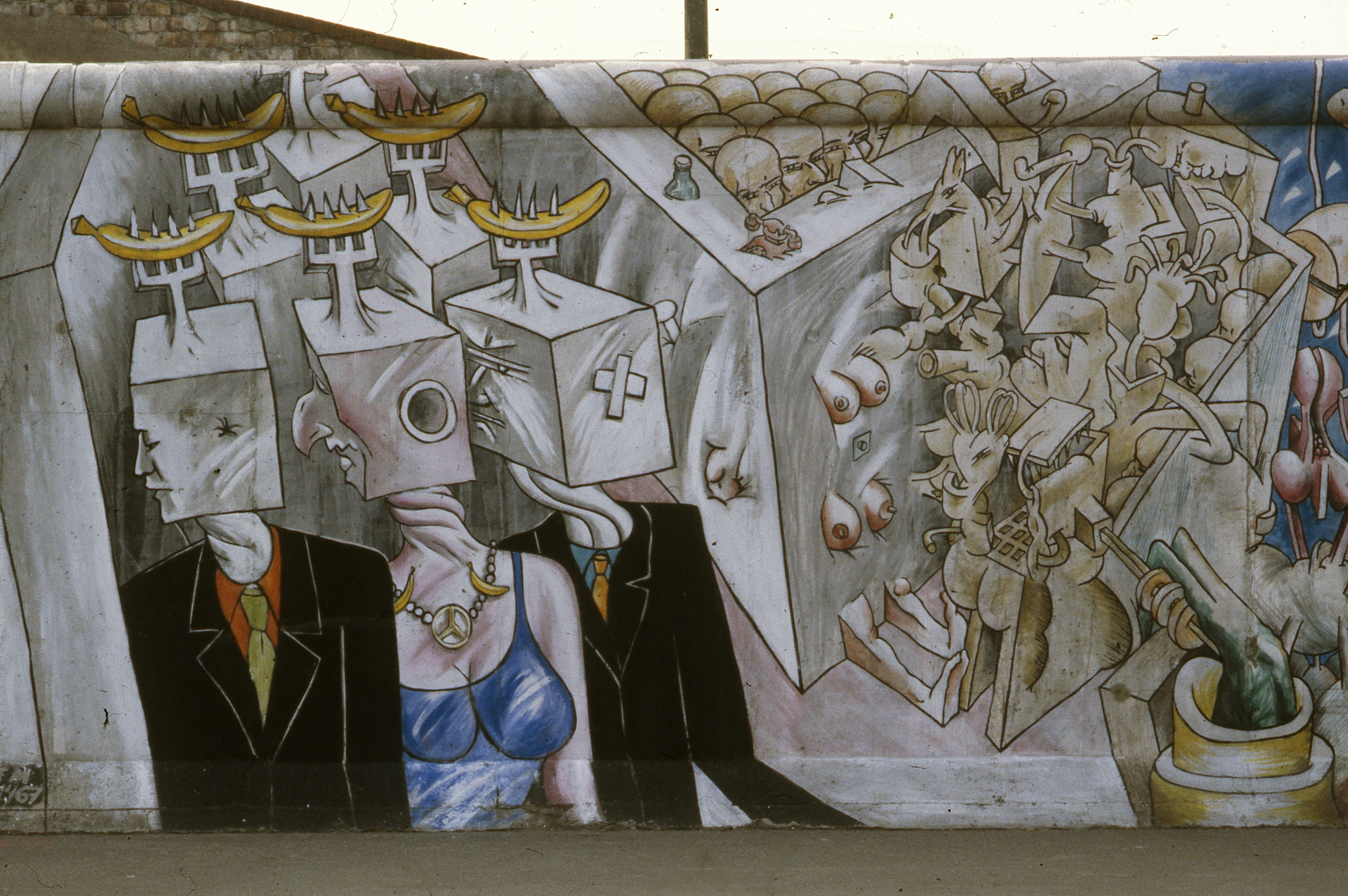
Uhrmenschen der Computer (East Side Gallery Berlin)

Die größte Bedeutung erlangte Olhagaray als Street-Art-Künstler. Er bezeichnet sich selbst als „Wandbild-Profi“. Seine Wandbilder befinden sich in Deutschland insbesondere in Berlin, Dresden und Bremen sowie in Santiago de Chile, Maputo, Paris und London. Olhagaray ist auch Bildnis-Maler, Zeichner, Grafiker und Bildhauer und veranstaltete künstlerische Aktionen und Performances. Schon in der DDR gehörte er zur Mail-Art-Szene. Neben seiner künstlerischen Arbeit ist Olhagaray aktiv in der Kinder- und Jugendarbeit tätig.
Von 1988 bis 1990 studierte Olhagaray an der Humboldt-Universität zu Berlin Kunstpädagogik und ab 1990 Bildende Kunst an der Berliner Universität der Künste.
Internationale Beachtung fand besonders sein 1990 nach dem Fall der Mauer geschaffenes großes dreiteiliges Graffito Mural in der Berliner East Side Gallery.
Olhagaray war bis 1990 Mitglied des Verbands Bildender Künstler der DDR. Für seine Werke erhielt Olhagaray eine Anzahl von Ehrungen, u. a. im Wettbewerb 100 ausgewählte Grafiken der DDR.
Olhagary ist verheiratet und hat zwei Töchter.

## Weitere Werke (Auswahl)

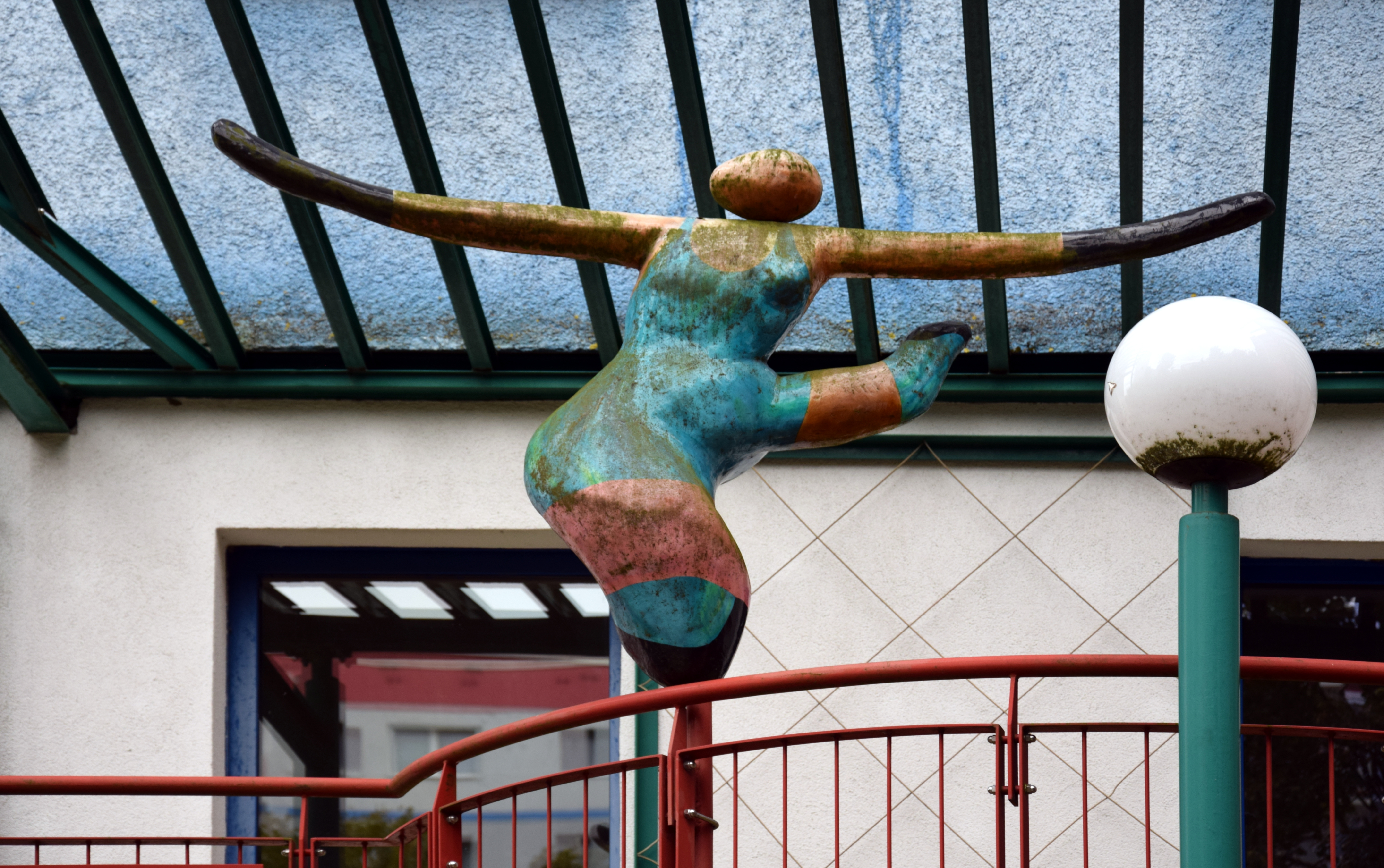
Skulptur „Tänzerin“ als Hauszeichen in Berlin-Hellersdorf.

### Tafelbilder
- Maputo (Öl auf Leinwand, 149 × 237 cm; Kunstarchiv Beeskow)

### Druckgrafik
- A Violete parra (Farbsiebdruck aus einer sechsteiligen Folge, 32,3 × 43,6 cm, 1985)[3]

### Skulpturen
- Tänzerin (eines von acht Hauszeichen in Berlin-Hellersdorf)

### Buchpublikationen
- Bericht uit Chili. Hrsg.: Chili komitee Nederland, Amsterdam, 1980
- Bildtheater = Teatro de imágenes = Pictures theatre = Théâtre d'images. Eigenverlag (?), 1986

## Ausstellungen (unvollständig)

### Einzelausstellungen
- 1986: Leipzig, G.-W.-Leibniz-Klub
- 1987: Dresden, Galerie Mitte (Malerei, Grafik, Aktion, Dokumentation)
- 1987: Annaberg-Buchholz, Galerie am Markt („Wiederbegegnung“; mit Pedro Sepúlveda und Alejandro González)
- 1988: Karl-Marx-Stadt, Galerie am Brühl

### Ausstellungsbeteiligungen
- 1976: Dresden („Chile en elcorazon“)
- 1976, 1980 und 1984: Berlin, Intergrafik
- 1981: Dresden („Junge Dresdner Kunst“)
- 1983: Frankfurt/Main („Lateinamerika heuet“)
- 1983 und 1984: Berlin u. a. („100 ausgewählte Grafiken der DDR“)
- 1984: Berlin, Altes Museum („Junge Künstler der DDR“)
- 1987/1988: Dresden, X. Kunstausstellung der DDR
- 1989: Berlin, Bezirkskunstausstellung
- 1989: Leipzig, Museum der bildenden Künste („1. Quadriennale. Zeichnungen der DDR“)
- 2023: RE-Connect Leipzig,[4] Museum der bildenden Künste Leipzig